# Bruille-lez-Marchiennes
Bruille-lez-Marchiennes és un municipi francès, situat a la regió dels Alts de França, al departament del Nord. L'any 2006 tenia 1.302 habitants. Limita al nord amb Rieulay, a l'est amb Somain, al sud-est amb Aniche, al sud-oest amb Auberchicourt, a l'oest amb Écaillon i al nord-oest amb Pecquencourt.

## Demografia
| 1962                                       | 1968  | 1975  | 1982  | 1990  | 1999  | 2006  |
| ------------------------------------------ | ----- | ----- | ----- | ----- | ----- | ----- |
| 1.067                                      | 1.092 | 1.034 | 1.041 | 1.129 | 1.213 | 1.302 |
| Des de 1962: població sense dobles comptes |       |       |       |       |       |       |

## Administració
| Període | Identitat              | Partit |
| ------- | ---------------------- | ------ |
| 2001-   | Jean-Jacques Candelier | PCF    |